# Praia de Botafogo
Praia de Botafogo är en strand i Brasilien.   Den ligger i delstaten Rio de Janeiro, i den sydöstra delen av landet, 900 km sydost om huvudstaden Brasília.
Runt Praia de Botafogo är det i huvudsak tätbebyggt.